# River Point
River Point, anteriormente conocido como 200 North Riverside Plaza, es un rascacielos de 223 metros de altura y 52 pisos  en Chicago, Illinois. El edificio tiene una superficie de 92 900 m². El edificio ha sido promovido por Hines y diseñado por Pickard Chilton. La ceremonia de colocación de la primera piedra se realizó en enero de 2013. El edificio está intentando conseguir la certificiación Gold LEED.
El mayor inquilino es el bufete de abogados McDermott Will & Emery y ocupa una superficie de 20 900 m².

## Localización
El terreno sobre el que fue construido esta torre también se conoce como River Point (punto del río), ya que se encuentra en el lugar donde se bifurca el río Chicago.
Como es requerido por la ciudad de Chicago, el edificio también incluye un parque público de 6 070 m² y un paseo  abierto al público. Para dar cabida a los terrenos necesarios para el parque público y el paseo del río, este fue construido en la parte superior de un conjunto de vías férreas actualmente activas.